# Volta a Cataluña 2021
La 100.ª edición de la competición ciclista Volta a Cataluña fue una carrera de ciclismo en ruta por etapas que se celebró entre el 22 y el 28 de marzo de 2021 en Cataluña, con inicio en la ciudad de Calella y final en la ciudad de Barcelona sobre un recorrido de 1094,4 kilómetros.
La carrera hizo parte del UCI WorldTour 2021, calendario ciclístico de máximo nivel mundial, siendo la séptima carrera de dicho circuito y fue ganada por el británico Adam Yates del INEOS Grenadiers. Completaron el podio, como segundo y tercer clasificado respectivamente, el australiano Richie Porte y el también británico Geraint Thomas, ambos compañeros de equipo del vencedor.

## Equipos participantes
Tomaron parte en la carrera 24 equipos: 19 de categoría UCI WorldTeam y 5 de categoría UCI ProTeam. Formando así un pelotón de 168 ciclistas de los que acabaron 131. Los equipos participantes fueron:
| WorldTeams (19)- AG2R Citroën Team - Astana-Premier Tech - Bahrain Victorious - Bora-Hansgrohe - Cofidis - Deceuninck-Quick Step - EF Education-Nippo - Groupama-FDJ - Ineos Grenadiers - Intermarché-Wanty-Gobert Matériaux - Israel Start-Up Nation - Jumbo-Visma - Lotto Soudal - Movistar Team - Team BikeExchange - Team DSM - Qhubeka Assos - Trek-Segafredo - UAE Team Emirates ProTeams (5)- Equipo Kern Pharma - Arkéa-Samsic - Gazprom-RusVelo - Euskaltel-Euskadi - Rally Cycling |
| |

## Recorrido
| Etapa     | Fecha     | Recorrido                                 | type                    | Distancia (km) | Desnivel (m) | Ganador         | Líder        |
| --------- | --------- | ----------------------------------------- | ----------------------- | -------------- | ------------ | --------------- | ------------ |
| 1.ª etapa | 22 de mar | Calella – Calella                         | etapa de media montaña  | 178,4          | 2813 m       | Andreas Kron    | Andreas Kron |
| 2.ª etapa | 23 de mar | Bañolas – Bañolas                         | contrarreloj individual | 18,5           | 198 m        | Rohan Dennis    | João Almeida |
| 3.ª etapa | 24 de mar | Canal Olímpico de Cataluña – Vallter 2000 | etapa de montaña        | 203,1          | 3753 m       | Adam Yates      | Adam Yates   |
| 4.ª etapa | 25 de mar | Ripoll – Port Ainé                        | etapa de montaña        | 166,5          | 3980 m       | Esteban Chaves  | Adam Yates   |
| 5.ª etapa | 26 de mar | Puebla de Segur – Manresa                 | etapa de media montaña  | 201,1          | 2952 m       | Lennard Kämna   | Adam Yates   |
| 6.ª etapa | 27 de mar | Tarragona – Mataró                        | etapa escarpada         | 193,8          | 2656 m       | Peter Sagan     | Adam Yates   |
| 7.ª etapa | 28 de mar | Barcelona – Barcelona                     | etapa de media montaña  | 133            | 2331 m       | Thomas de Gendt | Adam Yates   |

## Desarrollo de la carrera

### 1.ª etapa
| Calella - Calella | etapa de media montaña | (178,4 km) |

| \| Clasificación de la etapa \| Clasificación de la etapa \| Clasificación de la etapa \| Clasificación de la etapa \| Clasificación de la etapa \| \| Ciclista \| Ciclista \| Equipo \| Tiempo \| \| \| ------------------------- \| ------------------------- \| ------------------------- \| ------------------------- \| ------------------------- \| \| 1.º \| Andreas Kron \| Lotto-Soudal \| 4 h 20 min 15 s \| \| \| 2.º \| Luis León Sánchez \| Astana-Premier Tech \| + 0 s \| \| \| 3.º \| Rémy Rochas \| Cofidis \| + 0 s \| \| \| 4.º \| Lennard Kämna \| Bora-Hansgrohe \| + 0 s \| \| \| 5.º \| Dion Smith \| BikeExchange \| + 16 s \| \| \| 6.º \| Matej Mohorič \| Bahrain Victorious \| + 16 s \| \| \| 7.º \| Ide Schelling \| Bora-Hansgrohe \| + 16 s \| \| \| 8.º \| Alejandro Valverde \| Movistar Team \| + 16 s \| \| \| 9.º \| Alexander Kamp \| Trek-Segafredo \| + 16 s \| \| \| 10.º \| Michael Valgren \| EF Education-Nippo \| + 16 s \| \| |                    |                     |                 |
| |                    |                     |                 |
| Fuente: ProCyclingStats |                    |                     |                 |
| Clasificación de la etapa |                    |                     |                 |
| Ciclista | Ciclista           | Equipo              | Tiempo          |
| 1.º | Andreas Kron       | Lotto-Soudal        | 4 h 20 min 15 s |
| 2.º | Luis León Sánchez  | Astana-Premier Tech | + 0 s           |
| 3.º | Rémy Rochas        | Cofidis             | + 0 s           |
| 4.º | Lennard Kämna      | Bora-Hansgrohe      | + 0 s           |
| 5.º | Dion Smith         | BikeExchange        | + 16 s          |
| 6.º | Matej Mohorič      | Bahrain Victorious  | + 16 s          |
| 7.º | Ide Schelling      | Bora-Hansgrohe      | + 16 s          |
| 8.º | Alejandro Valverde | Movistar Team       | + 16 s          |
| 9.º | Alexander Kamp     | Trek-Segafredo      | + 16 s          |
| 10.º | Michael Valgren    | EF Education-Nippo  | + 16 s          |

| \| Clasificación general \| Clasificación general \| Clasificación general \| Clasificación general \| Clasificación general \| \| Ciclista \| Ciclista \| Equipo \| Tiempo \| \| \| --------------------- \| --------------------- \| --------------------- \| --------------------- \| --------------------- \| \| 1.º \| Andreas Kron \| Lotto-Soudal \| 4 h 20 min 05 s \| \| \| 2.º \| Luis León Sánchez \| Astana-Premier Tech \| + 4 s \| \| \| 3.º \| Rémy Rochas \| Cofidis \| + 6 s \| \| \| 4.º \| Lennard Kämna \| Bora-Hansgrohe \| + 10 s \| \| \| 5.º \| Dion Smith \| BikeExchange \| + 26 s \| \| \| 6.º \| Matej Mohorič \| Bahrain Victorious \| + 26 s \| \| \| 7.º \| Ide Schelling \| Bora-Hansgrohe \| + 26 s \| \| \| 8.º \| Alejandro Valverde \| Movistar Team \| + 26 s \| \| \| 9.º \| Alexander Kamp \| Trek-Segafredo \| + 26 s \| \| \| 10.º \| Michael Valgren \| EF Education-Nippo \| + 26 s \| \| |                    |                     |                 |
| |                    |                     |                 |
| Fuente: ProCyclingStats |                    |                     |                 |
| Clasificación general |                    |                     |                 |
| Ciclista | Ciclista           | Equipo              | Tiempo          |
| 1.º | Andreas Kron       | Lotto-Soudal        | 4 h 20 min 05 s |
| 2.º | Luis León Sánchez  | Astana-Premier Tech | + 4 s           |
| 3.º | Rémy Rochas        | Cofidis             | + 6 s           |
| 4.º | Lennard Kämna      | Bora-Hansgrohe      | + 10 s          |
| 5.º | Dion Smith         | BikeExchange        | + 26 s          |
| 6.º | Matej Mohorič      | Bahrain Victorious  | + 26 s          |
| 7.º | Ide Schelling      | Bora-Hansgrohe      | + 26 s          |
| 8.º | Alejandro Valverde | Movistar Team       | + 26 s          |
| 9.º | Alexander Kamp     | Trek-Segafredo      | + 26 s          |
| 10.º | Michael Valgren    | EF Education-Nippo  | + 26 s          |

### 2.ª etapa
| Bañolas - Bañolas | contrarreloj individual | (18,5 km) |

| \| Clasificación de la etapa \| Clasificación de la etapa \| Clasificación de la etapa \| Clasificación de la etapa \| Clasificación de la etapa \| \| Ciclista \| Ciclista \| Equipo \| Tiempo \| \| \| ------------------------- \| ------------------------- \| ------------------------- \| ------------------------- \| ------------------------- \| \| 1.º \| Rohan Dennis \| Ineos Grenadiers \| 22 min 27 s \| \| \| 2.º \| Rémi Cavagna \| Deceuninck-Quick Step \| + 5 s \| \| \| 3.º \| João Almeida \| Deceuninck-Quick Step \| + 28 s \| \| \| 4.º \| Brandon McNulty \| UAE Team Emirates \| + 28 s \| \| \| 5.º \| Steven Kruijswijk \| Jumbo-Visma \| + 33 s \| \| \| 6.º \| Richie Porte \| Ineos Grenadiers \| + 34 s \| \| \| 7.º \| Adam Yates \| Ineos Grenadiers \| + 35 s \| \| \| 8.º \| Josef Černý \| Deceuninck-Quick Step \| + 38 s \| \| \| 9.º \| Stefan de Bod \| Astana-Premier Tech \| + 38 s \| \| \| 10.º \| Geraint Thomas \| Ineos Grenadiers \| + 47 s \| \| |                   |                       |             |
| |                   |                       |             |
| Fuente: ProCyclingStats |                   |                       |             |
| Clasificación de la etapa |                   |                       |             |
| Ciclista | Ciclista          | Equipo                | Tiempo      |
| 1.º | Rohan Dennis      | Ineos Grenadiers      | 22 min 27 s |
| 2.º | Rémi Cavagna      | Deceuninck-Quick Step | + 5 s       |
| 3.º | João Almeida      | Deceuninck-Quick Step | + 28 s      |
| 4.º | Brandon McNulty   | UAE Team Emirates     | + 28 s      |
| 5.º | Steven Kruijswijk | Jumbo-Visma           | + 33 s      |
| 6.º | Richie Porte      | Ineos Grenadiers      | + 34 s      |
| 7.º | Adam Yates        | Ineos Grenadiers      | + 35 s      |
| 8.º | Josef Černý       | Deceuninck-Quick Step | + 38 s      |
| 9.º | Stefan de Bod     | Astana-Premier Tech   | + 38 s      |
| 10.º | Geraint Thomas    | Ineos Grenadiers      | + 47 s      |

| \| Clasificación general \| Clasificación general \| Clasificación general \| Clasificación general \| Clasificación general \| \| Ciclista \| Ciclista \| Equipo \| Tiempo \| \| \| --------------------- \| --------------------- \| --------------------- \| --------------------- \| --------------------- \| \| 1.º \| João Almeida \| Deceuninck-Quick Step \| 4 h 43 min 26 s \| \| \| 2.º \| Brandon McNulty \| UAE Team Emirates \| + 0 s \| \| \| 3.º \| Luis León Sánchez \| Astana-Premier Tech \| + 3 s \| \| \| 4.º \| Steven Kruijswijk \| Jumbo-Visma \| + 5 s \| \| \| 5.º \| Richie Porte \| Ineos Grenadiers \| + 6 s \| \| \| 6.º \| Adam Yates \| Ineos Grenadiers \| + 7 s \| \| \| 7.º \| Stefan de Bod \| Astana-Premier Tech \| + 10 s \| \| \| 8.º \| Geraint Thomas \| Ineos Grenadiers \| + 19 s \| \| \| 9.º \| Fausto Masnada \| Deceuninck-Quick Step \| + 20 s \| \| \| 10.º \| Lennard Kämna \| Bora-Hansgrohe \| + 21 s \| \| |                   |                       |                 |
| |                   |                       |                 |
| Fuente: ProCyclingStats |                   |                       |                 |
| Clasificación general |                   |                       |                 |
| Ciclista | Ciclista          | Equipo                | Tiempo          |
| 1.º | João Almeida      | Deceuninck-Quick Step | 4 h 43 min 26 s |
| 2.º | Brandon McNulty   | UAE Team Emirates     | + 0 s           |
| 3.º | Luis León Sánchez | Astana-Premier Tech   | + 3 s           |
| 4.º | Steven Kruijswijk | Jumbo-Visma           | + 5 s           |
| 5.º | Richie Porte      | Ineos Grenadiers      | + 6 s           |
| 6.º | Adam Yates        | Ineos Grenadiers      | + 7 s           |
| 7.º | Stefan de Bod     | Astana-Premier Tech   | + 10 s          |
| 8.º | Geraint Thomas    | Ineos Grenadiers      | + 19 s          |
| 9.º | Fausto Masnada    | Deceuninck-Quick Step | + 20 s          |
| 10.º | Lennard Kämna     | Bora-Hansgrohe        | + 21 s          |

### 3.ª etapa
| Canal Olímpico de Cataluña - Vallter 2000 | etapa de montaña | (203,1 km) |

| \| Clasificación de la etapa \| Clasificación de la etapa \| Clasificación de la etapa \| Clasificación de la etapa \| Clasificación de la etapa \| \| Ciclista \| Ciclista \| Equipo \| Tiempo \| \| \| ------------------------- \| ------------------------- \| ------------------------- \| ------------------------- \| ------------------------- \| \| 1.º \| Adam Yates \| Ineos Grenadiers \| 5 h 00 min 58 s \| \| \| 2.º \| Esteban Chaves \| BikeExchange \| + 13 s \| \| \| 3.º \| Alejandro Valverde \| Movistar Team \| + 19 s \| \| \| 4.º \| Geraint Thomas \| Ineos Grenadiers \| + 31 s \| \| \| 5.º \| Harm Vanhoucke \| Lotto-Soudal \| + 31 s \| \| \| 6.º \| Sepp Kuss \| Jumbo-Visma \| + 31 s \| \| \| 7.º \| Hugh Carthy \| EF Education-Nippo \| + 31 s \| \| \| 8.º \| Michael Woods \| Israel Start-Up Nation \| + 36 s \| \| \| 9.º \| Richie Porte \| Ineos Grenadiers \| + 36 s \| \| \| 10.º \| Giulio Ciccone \| Trek-Segafredo \| + 36 s \| \| |                    |                        |                 |
| |                    |                        |                 |
| Fuente: ProCyclingStats |                    |                        |                 |
| Clasificación de la etapa |                    |                        |                 |
| Ciclista | Ciclista           | Equipo                 | Tiempo          |
| 1.º | Adam Yates         | Ineos Grenadiers       | 5 h 00 min 58 s |
| 2.º | Esteban Chaves     | BikeExchange           | + 13 s          |
| 3.º | Alejandro Valverde | Movistar Team          | + 19 s          |
| 4.º | Geraint Thomas     | Ineos Grenadiers       | + 31 s          |
| 5.º | Harm Vanhoucke     | Lotto-Soudal           | + 31 s          |
| 6.º | Sepp Kuss          | Jumbo-Visma            | + 31 s          |
| 7.º | Hugh Carthy        | EF Education-Nippo     | + 31 s          |
| 8.º | Michael Woods      | Israel Start-Up Nation | + 36 s          |
| 9.º | Richie Porte       | Ineos Grenadiers       | + 36 s          |
| 10.º | Giulio Ciccone     | Trek-Segafredo         | + 36 s          |

| \| Clasificación general \| Clasificación general \| Clasificación general \| Clasificación general \| Clasificación general \| \| Ciclista \| Ciclista \| Equipo \| Tiempo \| \| \| --------------------- \| --------------------- \| --------------------- \| --------------------- \| --------------------- \| \| 1.º \| Adam Yates \| Ineos Grenadiers \| 9 h 44 min 21 s \| \| \| 2.º \| Richie Porte \| Ineos Grenadiers \| + 45 s \| \| \| 3.º \| João Almeida \| Deceuninck-Quick Step \| + 49 s \| \| \| 4.º \| Geraint Thomas \| Ineos Grenadiers \| + 53 s \| \| \| 5.º \| Wilco Kelderman \| Bora-Hansgrohe \| + 1 min 03 s \| \| \| 6.º \| Alejandro Valverde \| Movistar Team \| + 1 min 04 s \| \| \| 7.º \| Hugh Carthy \| EF Education-Nippo \| + 1 min 14 s \| \| \| 8.º \| Simon Yates \| BikeExchange \| + 1 min 21 s \| \| \| 9.º \| Esteban Chaves \| BikeExchange \| + 1 min 21 s \| \| \| 10.º \| Brandon McNulty \| UAE Team Emirates \| + 1 min 24 s \| \| |                    |                       |                 |
| |                    |                       |                 |
| Fuente: ProCyclingStats |                    |                       |                 |
| Clasificación general |                    |                       |                 |
| Ciclista | Ciclista           | Equipo                | Tiempo          |
| 1.º | Adam Yates         | Ineos Grenadiers      | 9 h 44 min 21 s |
| 2.º | Richie Porte       | Ineos Grenadiers      | + 45 s          |
| 3.º | João Almeida       | Deceuninck-Quick Step | + 49 s          |
| 4.º | Geraint Thomas     | Ineos Grenadiers      | + 53 s          |
| 5.º | Wilco Kelderman    | Bora-Hansgrohe        | + 1 min 03 s    |
| 6.º | Alejandro Valverde | Movistar Team         | + 1 min 04 s    |
| 7.º | Hugh Carthy        | EF Education-Nippo    | + 1 min 14 s    |
| 8.º | Simon Yates        | BikeExchange          | + 1 min 21 s    |
| 9.º | Esteban Chaves     | BikeExchange          | + 1 min 21 s    |
| 10.º | Brandon McNulty    | UAE Team Emirates     | + 1 min 24 s    |

### 4.ª etapa
| Ripoll - Port Ainé | etapa de montaña | (166,5 km) |

| \| Clasificación de la etapa \| Clasificación de la etapa \| Clasificación de la etapa \| Clasificación de la etapa \| Clasificación de la etapa \| \| Ciclista \| Ciclista \| Equipo \| Tiempo \| \| \| ------------------------- \| ------------------------- \| ------------------------- \| ------------------------- \| ------------------------- \| \| 1.º \| Esteban Chaves \| BikeExchange \| 4 h 29 min 47 s \| \| \| 2.º \| Michael Woods \| Israel Start-Up Nation \| + 7 s \| \| \| 3.º \| Geraint Thomas \| Ineos Grenadiers \| + 7 s \| \| \| 4.º \| Adam Yates \| Ineos Grenadiers \| + 7 s \| \| \| 5.º \| Sepp Kuss \| Jumbo-Visma \| + 7 s \| \| \| 6.º \| Alejandro Valverde \| Movistar Team \| + 7 s \| \| \| 7.º \| Richie Porte \| Ineos Grenadiers \| + 7 s \| \| \| 8.º \| Wilco Kelderman \| Bora-Hansgrohe \| + 7 s \| \| \| 9.º \| Nairo Quintana \| Arkéa-Samsic \| + 7 s \| \| \| 10.º \| Lucas Hamilton \| BikeExchange \| + 7 s \| \| |                    |                        |                 |
| |                    |                        |                 |
| Fuente: ProCyclingStats |                    |                        |                 |
| Clasificación de la etapa |                    |                        |                 |
| Ciclista | Ciclista           | Equipo                 | Tiempo          |
| 1.º | Esteban Chaves     | BikeExchange           | 4 h 29 min 47 s |
| 2.º | Michael Woods      | Israel Start-Up Nation | + 7 s           |
| 3.º | Geraint Thomas     | Ineos Grenadiers       | + 7 s           |
| 4.º | Adam Yates         | Ineos Grenadiers       | + 7 s           |
| 5.º | Sepp Kuss          | Jumbo-Visma            | + 7 s           |
| 6.º | Alejandro Valverde | Movistar Team          | + 7 s           |
| 7.º | Richie Porte       | Ineos Grenadiers       | + 7 s           |
| 8.º | Wilco Kelderman    | Bora-Hansgrohe         | + 7 s           |
| 9.º | Nairo Quintana     | Arkéa-Samsic           | + 7 s           |
| 10.º | Lucas Hamilton     | BikeExchange           | + 7 s           |

| \| Clasificación general \| Clasificación general \| Clasificación general \| Clasificación general \| Clasificación general \| \| Ciclista \| Ciclista \| Equipo \| Tiempo \| \| \| --------------------- \| --------------------- \| --------------------- \| --------------------- \| --------------------- \| \| 1.º \| Adam Yates \| Ineos Grenadiers \| 14 h 14 min 15 s \| \| \| 2.º \| Richie Porte \| Ineos Grenadiers \| + 45 s \| \| \| 3.º \| Geraint Thomas \| Ineos Grenadiers \| + 49 s \| \| \| 4.º \| Alejandro Valverde \| Movistar Team \| + 1 min 03 s \| \| \| 5.º \| Wilco Kelderman \| Bora-Hansgrohe \| + 1 min 03 s \| \| \| 6.º \| Esteban Chaves \| BikeExchange \| + 1 min 04 s \| \| \| 7.º \| João Almeida \| Deceuninck-Quick Step \| + 1 min 07 s \| \| \| 8.º \| Hugh Carthy \| EF Education-Nippo \| + 1 min 20 s \| \| \| 9.º \| Sepp Kuss \| Jumbo-Visma \| + 1 min 29 s \| \| \| 10.º \| Simon Yates \| BikeExchange \| + 1 min 32 s \| \| |                    |                       |                  |
| |                    |                       |                  |
| Fuente: ProCyclingStats |                    |                       |                  |
| Clasificación general |                    |                       |                  |
| Ciclista | Ciclista           | Equipo                | Tiempo           |
| 1.º | Adam Yates         | Ineos Grenadiers      | 14 h 14 min 15 s |
| 2.º | Richie Porte       | Ineos Grenadiers      | + 45 s           |
| 3.º | Geraint Thomas     | Ineos Grenadiers      | + 49 s           |
| 4.º | Alejandro Valverde | Movistar Team         | + 1 min 03 s     |
| 5.º | Wilco Kelderman    | Bora-Hansgrohe        | + 1 min 03 s     |
| 6.º | Esteban Chaves     | BikeExchange          | + 1 min 04 s     |
| 7.º | João Almeida       | Deceuninck-Quick Step | + 1 min 07 s     |
| 8.º | Hugh Carthy        | EF Education-Nippo    | + 1 min 20 s     |
| 9.º | Sepp Kuss          | Jumbo-Visma           | + 1 min 29 s     |
| 10.º | Simon Yates        | BikeExchange          | + 1 min 32 s     |

### 5.ª etapa
| Puebla de Segur - Manresa | etapa de media montaña | (201,1 km) |

| \| Clasificación de la etapa \| Clasificación de la etapa \| Clasificación de la etapa \| Clasificación de la etapa \| Clasificación de la etapa \| \| Ciclista \| Ciclista \| Equipo \| Tiempo \| \| \| ------------------------- \| ------------------------- \| ------------------------- \| ------------------------- \| ------------------------- \| \| 1.º \| Lennard Kämna \| Bora-Hansgrohe \| 4 h 29 min 13 s \| \| \| 2.º \| Ruben Guerreiro \| EF Education-Nippo \| + 39 s \| \| \| 3.º \| Mikel Bizkarra \| Euskaltel-Euskadi \| + 42 s \| \| \| 4.º \| Dion Smith \| BikeExchange \| + 44 s \| \| \| 5.º \| Daniel Martin \| Israel Start-Up Nation \| + 44 s \| \| \| 6.º \| Matej Mohorič \| Bahrain Victorious \| + 44 s \| \| \| 7.º \| James Knox \| Deceuninck-Quick Step \| + 44 s \| \| \| 8.º \| Attila Valter \| Groupama-FDJ \| + 44 s \| \| \| 9.º \| Rigoberto Urán \| EF Education-Nippo \| + 44 s \| \| \| 10.º \| Steven Kruijswijk \| Jumbo-Visma \| + 44 s \| \| |                   |                        |                 |
| |                   |                        |                 |
| Fuente: ProCyclingStats |                   |                        |                 |
| Clasificación de la etapa |                   |                        |                 |
| Ciclista | Ciclista          | Equipo                 | Tiempo          |
| 1.º | Lennard Kämna     | Bora-Hansgrohe         | 4 h 29 min 13 s |
| 2.º | Ruben Guerreiro   | EF Education-Nippo     | + 39 s          |
| 3.º | Mikel Bizkarra    | Euskaltel-Euskadi      | + 42 s          |
| 4.º | Dion Smith        | BikeExchange           | + 44 s          |
| 5.º | Daniel Martin     | Israel Start-Up Nation | + 44 s          |
| 6.º | Matej Mohorič     | Bahrain Victorious     | + 44 s          |
| 7.º | James Knox        | Deceuninck-Quick Step  | + 44 s          |
| 8.º | Attila Valter     | Groupama-FDJ           | + 44 s          |
| 9.º | Rigoberto Urán    | EF Education-Nippo     | + 44 s          |
| 10.º | Steven Kruijswijk | Jumbo-Visma            | + 44 s          |

| \| Clasificación general \| Clasificación general \| Clasificación general \| Clasificación general \| Clasificación general \| \| Ciclista \| Ciclista \| Equipo \| Tiempo \| \| \| --------------------- \| --------------------- \| --------------------- \| --------------------- \| --------------------- \| \| 1.º \| Adam Yates \| Ineos Grenadiers \| 18 h 45 min 27 s \| \| \| 2.º \| Richie Porte \| Ineos Grenadiers \| + 45 s \| \| \| 3.º \| Geraint Thomas \| Ineos Grenadiers \| + 49 s \| \| \| 4.º \| Alejandro Valverde \| Movistar Team \| + 1 min 03 s \| \| \| 5.º \| Wilco Kelderman \| Bora-Hansgrohe \| + 1 min 03 s \| \| \| 6.º \| Esteban Chaves \| BikeExchange \| + 1 min 04 s \| \| \| 7.º \| João Almeida \| Deceuninck-Quick Step \| + 1 min 07 s \| \| \| 8.º \| Hugh Carthy \| EF Education-Nippo \| + 1 min 20 s \| \| \| 9.º \| Sepp Kuss \| Jumbo-Visma \| + 1 min 29 s \| \| \| 10.º \| Simon Yates \| BikeExchange \| + 1 min 32 s \| \| |                    |                       |                  |
| |                    |                       |                  |
| Fuente: ProCyclingStats |                    |                       |                  |
| Clasificación general |                    |                       |                  |
| Ciclista | Ciclista           | Equipo                | Tiempo           |
| 1.º | Adam Yates         | Ineos Grenadiers      | 18 h 45 min 27 s |
| 2.º | Richie Porte       | Ineos Grenadiers      | + 45 s           |
| 3.º | Geraint Thomas     | Ineos Grenadiers      | + 49 s           |
| 4.º | Alejandro Valverde | Movistar Team         | + 1 min 03 s     |
| 5.º | Wilco Kelderman    | Bora-Hansgrohe        | + 1 min 03 s     |
| 6.º | Esteban Chaves     | BikeExchange          | + 1 min 04 s     |
| 7.º | João Almeida       | Deceuninck-Quick Step | + 1 min 07 s     |
| 8.º | Hugh Carthy        | EF Education-Nippo    | + 1 min 20 s     |
| 9.º | Sepp Kuss          | Jumbo-Visma           | + 1 min 29 s     |
| 10.º | Simon Yates        | BikeExchange          | + 1 min 32 s     |

### 6.ª etapa
| Tarragona - Mataró | etapa escarpada | (193,8 km) |

| \| Clasificación de la etapa \| Clasificación de la etapa \| Clasificación de la etapa \| Clasificación de la etapa \| Clasificación de la etapa \| \| Ciclista \| Ciclista \| Equipo \| Tiempo \| \| \| ------------------------- \| --------------------------- \| ------------------------- \| ------------------------- \| ------------------------- \| \| 1.º \| Peter Sagan \| Bora-Hansgrohe \| 4 h 23 min 18 s \| \| \| 2.º \| Daryl Impey \| Israel Start-Up Nation \| + 0 s \| \| \| 3.º \| Juan Sebastián Molano \| UAE Team Emirates \| + 0 s \| \| \| 4.º \| Reinardt Janse van Rensburg \| Qhubeka Assos \| + 0 s \| \| \| 5.º \| Alexander Kamp \| Trek-Segafredo \| + 0 s \| \| \| 6.º \| Clément Venturini \| AG2R Citroën Team \| + 0 s \| \| \| 7.º \| Max Kanter \| Team DSM \| + 0 s \| \| \| 8.º \| João Almeida \| Deceuninck-Quick Step \| + 0 s \| \| \| 9.º \| Michael Valgren \| EF Education-Nippo \| + 0 s \| \| \| 10.º \| Maxim Van Gils \| Lotto-Soudal \| + 0 s \| \| |                             |                        |                 |
| |                             |                        |                 |
| Fuente: ProCyclingStats |                             |                        |                 |
| Clasificación de la etapa |                             |                        |                 |
| Ciclista | Ciclista                    | Equipo                 | Tiempo          |
| 1.º | Peter Sagan                 | Bora-Hansgrohe         | 4 h 23 min 18 s |
| 2.º | Daryl Impey                 | Israel Start-Up Nation | + 0 s           |
| 3.º | Juan Sebastián Molano       | UAE Team Emirates      | + 0 s           |
| 4.º | Reinardt Janse van Rensburg | Qhubeka Assos          | + 0 s           |
| 5.º | Alexander Kamp              | Trek-Segafredo         | + 0 s           |
| 6.º | Clément Venturini           | AG2R Citroën Team      | + 0 s           |
| 7.º | Max Kanter                  | Team DSM               | + 0 s           |
| 8.º | João Almeida                | Deceuninck-Quick Step  | + 0 s           |
| 9.º | Michael Valgren             | EF Education-Nippo     | + 0 s           |
| 10.º | Maxim Van Gils              | Lotto-Soudal           | + 0 s           |

| \| Clasificación general \| Clasificación general \| Clasificación general \| Clasificación general \| Clasificación general \| \| Ciclista \| Ciclista \| Equipo \| Tiempo \| \| \| --------------------- \| --------------------- \| --------------------- \| --------------------- \| --------------------- \| \| 1.º \| Adam Yates \| Ineos Grenadiers \| 23 h 08 min 45 s \| \| \| 2.º \| Richie Porte \| Ineos Grenadiers \| + 45 s \| \| \| 3.º \| Geraint Thomas \| Ineos Grenadiers \| + 49 s \| \| \| 4.º \| Alejandro Valverde \| Movistar Team \| + 1 min 03 s \| \| \| 5.º \| Wilco Kelderman \| Bora-Hansgrohe \| + 1 min 03 s \| \| \| 6.º \| Esteban Chaves \| BikeExchange \| + 1 min 04 s \| \| \| 7.º \| João Almeida \| Deceuninck-Quick Step \| + 1 min 07 s \| \| \| 8.º \| Hugh Carthy \| EF Education-Nippo \| + 1 min 20 s \| \| \| 9.º \| Sepp Kuss \| Jumbo-Visma \| + 1 min 29 s \| \| \| 10.º \| Simon Yates \| BikeExchange \| + 1 min 32 s \| \| |                    |                       |                  |
| |                    |                       |                  |
| Fuente: ProCyclingStats |                    |                       |                  |
| Clasificación general |                    |                       |                  |
| Ciclista | Ciclista           | Equipo                | Tiempo           |
| 1.º | Adam Yates         | Ineos Grenadiers      | 23 h 08 min 45 s |
| 2.º | Richie Porte       | Ineos Grenadiers      | + 45 s           |
| 3.º | Geraint Thomas     | Ineos Grenadiers      | + 49 s           |
| 4.º | Alejandro Valverde | Movistar Team         | + 1 min 03 s     |
| 5.º | Wilco Kelderman    | Bora-Hansgrohe        | + 1 min 03 s     |
| 6.º | Esteban Chaves     | BikeExchange          | + 1 min 04 s     |
| 7.º | João Almeida       | Deceuninck-Quick Step | + 1 min 07 s     |
| 8.º | Hugh Carthy        | EF Education-Nippo    | + 1 min 20 s     |
| 9.º | Sepp Kuss          | Jumbo-Visma           | + 1 min 29 s     |
| 10.º | Simon Yates        | BikeExchange          | + 1 min 32 s     |

### 7.ª etapa
| Barcelona - Barcelona | etapa de media montaña | (133 km) |

| \| Clasificación de la etapa \| Clasificación de la etapa \| Clasificación de la etapa \| Clasificación de la etapa \| Clasificación de la etapa \| \| Ciclista \| Ciclista \| Equipo \| Tiempo \| \| \| ------------------------- \| ------------------------- \| ------------------------- \| ------------------------- \| ------------------------- \| \| 1.º \| Thomas de Gendt \| Lotto-Soudal \| 3 h 06 min 10 s \| \| \| 2.º \| Matej Mohorič \| Bahrain Victorious \| + 22 s \| \| \| 3.º \| Attila Valter \| Groupama-FDJ \| + 1 min 42 s \| \| \| 4.º \| Sébastien Reichenbach \| Groupama-FDJ \| + 1 min 46 s \| \| \| 5.º \| Alejandro Valverde \| Movistar Team \| + 1 min 46 s \| \| \| 6.º \| Michael Woods \| Israel Start-Up Nation \| + 1 min 46 s \| \| \| 7.º \| Marc Hirschi \| UAE Team Emirates \| + 1 min 46 s \| \| \| 8.º \| João Almeida \| Deceuninck-Quick Step \| + 1 min 46 s \| \| \| 9.º \| Adam Yates \| Ineos Grenadiers \| + 1 min 46 s \| \| \| 10.º \| Clément Champoussin \| AG2R Citroën Team \| + 1 min 46 s \| \| |                       |                        |                 |
| |                       |                        |                 |
| Fuente: ProCyclingStats |                       |                        |                 |
| Clasificación de la etapa |                       |                        |                 |
| Ciclista | Ciclista              | Equipo                 | Tiempo          |
| 1.º | Thomas de Gendt       | Lotto-Soudal           | 3 h 06 min 10 s |
| 2.º | Matej Mohorič         | Bahrain Victorious     | + 22 s          |
| 3.º | Attila Valter         | Groupama-FDJ           | + 1 min 42 s    |
| 4.º | Sébastien Reichenbach | Groupama-FDJ           | + 1 min 46 s    |
| 5.º | Alejandro Valverde    | Movistar Team          | + 1 min 46 s    |
| 6.º | Michael Woods         | Israel Start-Up Nation | + 1 min 46 s    |
| 7.º | Marc Hirschi          | UAE Team Emirates      | + 1 min 46 s    |
| 8.º | João Almeida          | Deceuninck-Quick Step  | + 1 min 46 s    |
| 9.º | Adam Yates            | Ineos Grenadiers       | + 1 min 46 s    |
| 10.º | Clément Champoussin   | AG2R Citroën Team      | + 1 min 46 s    |

## Clasificaciones finales
- Las clasificaciones finalizaron de la siguiente forma:[2]

### Clasificación general
| \| Clasificación general \| Clasificación general \| Clasificación general \| Clasificación general \| Clasificación general \| \| Ciclista \| Ciclista \| Equipo \| Tiempo \| \| \| --------------------- \| --------------------- \| --------------------- \| --------------------- \| --------------------- \| \| 1.º \| Adam Yates \| Ineos Grenadiers \| 26 h 16 min 41 s \| \| \| 2.º \| Richie Porte \| Ineos Grenadiers \| + 45 s \| \| \| 3.º \| Geraint Thomas \| Ineos Grenadiers \| + 49 s \| \| \| 4.º \| Alejandro Valverde \| Movistar Team \| + 1 min 03 s \| \| \| 5.º \| Wilco Kelderman \| Bora-Hansgrohe \| + 1 min 03 s \| \| \| 6.º \| Esteban Chaves \| BikeExchange \| + 1 min 04 s \| \| \| 7.º \| João Almeida \| Deceuninck-Quick Step \| + 1 min 05 s \| \| \| 8.º \| Hugh Carthy \| EF Education-Nippo \| + 1 min 20 s \| \| \| 9.º \| Simon Yates \| BikeExchange \| + 1 min 32 s \| \| \| 10.º \| Lucas Hamilton \| BikeExchange \| + 1 min 35 s \| \| |                    |                       |                  |
| |                    |                       |                  |
| Fuente: ProCyclingStats |                    |                       |                  |
| Clasificación general |                    |                       |                  |
| Ciclista | Ciclista           | Equipo                | Tiempo           |
| 1.º | Adam Yates         | Ineos Grenadiers      | 26 h 16 min 41 s |
| 2.º | Richie Porte       | Ineos Grenadiers      | + 45 s           |
| 3.º | Geraint Thomas     | Ineos Grenadiers      | + 49 s           |
| 4.º | Alejandro Valverde | Movistar Team         | + 1 min 03 s     |
| 5.º | Wilco Kelderman    | Bora-Hansgrohe        | + 1 min 03 s     |
| 6.º | Esteban Chaves     | BikeExchange          | + 1 min 04 s     |
| 7.º | João Almeida       | Deceuninck-Quick Step | + 1 min 05 s     |
| 8.º | Hugh Carthy        | EF Education-Nippo    | + 1 min 20 s     |
| 9.º | Simon Yates        | BikeExchange          | + 1 min 32 s     |
| 10.º | Lucas Hamilton     | BikeExchange          | + 1 min 35 s     |

### Clasificación de la montaña
| Clasificación de la montaña | Clasificación de la montaña | Clasificación de la montaña | Clasificación de la montaña | Clasificación de la montaña |
| Ciclista                    | Ciclista                    | Equipo                      | Puntos                      |                             |
| --------------------------- | --------------------------- | --------------------------- | --------------------------- | --------------------------- |
| 1.º                         | Esteban Chaves              | BikeExchange                | 50 pts                      |                             |
| 2.º                         | Adam Yates                  | Ineos Grenadiers            | 40 pts                      |                             |
| 3.º                         | Thomas de Gendt             | Lotto-Soudal                | 38 pts                      |                             |
| 4.º                         | Koen Bouwman                | Jumbo-Visma                 | 35 pts                      |                             |
| 5.º                         | Geraint Thomas              | Ineos Grenadiers            | 30 pts                      |                             |
| 6.º                         | Alejandro Valverde          | Movistar Team               | 28 pts                      |                             |
| 7.º                         | Lennard Kämna               | Bora-Hansgrohe              | 27 pts                      |                             |
| 8.º                         | Michael Woods               | Israel Start-Up Nation      | 26 pts                      |                             |
| 9.º                         | Sepp Kuss                   | Jumbo-Visma                 | 23 pts                      |                             |
| 10.º                        | Matej Mohorič               | Bahrain Victorious          | 21 pts                      |                             |

### Clasificación de los sprints (metas volantes)
| Clasificación por puntos | Clasificación por puntos | Clasificación por puntos | Clasificación por puntos | Clasificación por puntos |
| Ciclista                 | Ciclista                 | Equipo                   | Puntos                   |                          |
| ------------------------ | ------------------------ | ------------------------ | ------------------------ | ------------------------ |
| 1.º                      | Esteban Chaves           | BikeExchange             | 16 pts                   |                          |
| 2.º                      | Thomas de Gendt          | Lotto-Soudal             | 13 pts                   |                          |
| 3.º                      | Peter Sagan              | Bora-Hansgrohe           | 13 pts                   |                          |
| 4.º                      | Rohan Dennis             | Ineos Grenadiers         | 11 pts                   |                          |
| 5.º                      | Adam Yates               | Ineos Grenadiers         | 10 pts                   |                          |
| 6.º                      | Lennard Kämna            | Bora-Hansgrohe           | 10 pts                   |                          |
| 7.º                      | Rémi Cavagna             | Deceuninck-Quick Step    | 9 pts                    |                          |
| 8.º                      | Natnael Berhane          | Cofidis                  | 6 pts                    |                          |
| 9.º                      | João Almeida             | Deceuninck-Quick Step    | 6 pts                    |                          |
| 10.º                     | Michael Woods            | Israel Start-Up Nation   | 6 pts                    |                          |

### Clasificación de los jóvenes
| Clasificación del mejor joven | Clasificación del mejor joven | Clasificación del mejor joven | Clasificación del mejor joven | Clasificación del mejor joven |
| Ciclista                      | Ciclista                      | Equipo                        | Tiempo                        |                               |
| ----------------------------- | ----------------------------- | ----------------------------- | ----------------------------- | ----------------------------- |
| 1.º                           | João Almeida                  | Deceuninck-Quick Step         | 26 h 17 min 46 s              |                               |
| 2.º                           | Lucas Hamilton                | BikeExchange                  | + 30 s                        |                               |
| 3.º                           | Brandon McNulty               | UAE Team Emirates             | + 1 min 14 s                  |                               |
| 4.º                           | Harm Vanhoucke                | Lotto-Soudal                  | + 4 min 09 s                  |                               |
| 5.º                           | Santiago Buitrago             | Bahrain Victorious            | + 4 min 52 s                  |                               |
| 6.º                           | Lennard Kämna                 | Bora-Hansgrohe                | + 17 min 40 s                 |                               |
| 7.º                           | Attila Valter                 | Groupama-FDJ                  | + 26 min 41 s                 |                               |
| 8.º                           | Callum Scotson                | BikeExchange                  | + 28 min 08 s                 |                               |
| 9.º                           | Clément Champoussin           | AG2R Citroën Team             | + 31 min 00 s                 |                               |
| 10.º                          | Marc Hirschi                  | UAE Team Emirates             | + 33 min 34 s                 |                               |

### Clasificación por equipos
| Clasificación por equipos | Clasificación por equipos | Clasificación por equipos | Clasificación por equipos |
| Equipo                    | Equipo                    | Tiempo                    |                           |
| ------------------------- | ------------------------- | ------------------------- | ------------------------- |
| 1.º                       | Ineos Grenadiers          | 78 h 51 min 04 s          |                           |
| 2.º                       | Team BikeExchange         | + 36 s                    |                           |
| 3.º                       | Movistar Team             | + 14 min 11 s             |                           |
| 4.º                       | Jumbo-Visma               | + 26 min 10 s             |                           |
| 5.º                       | EF Education-Nippo        | + 26 min 48 s             |                           |
| 6.º                       | Deceuninck-Quick Step     | + 27 min 21 s             |                           |
| 7.º                       | UAE Team Emirates         | + 31 min 42 s             |                           |
| 8.º                       | Bora-Hansgrohe            | + 35 min 41 s             |                           |
| 9.º                       | Euskaltel-Euskadi         | + 41 min 26 s             |                           |
| 10.º                      | Trek-Segafredo            | + 42 min 47 s             |                           |

## Evolución de las clasificaciones
| Etapa                   |                         | Ganador _       | Clasificación general | Puntos         | Montaña          | Jóvenes      | Combatividad     | Equipo              |
| ----------------------- | ----------------------- | --------------- | --------------------- | -------------- | ---------------- | ------------ | ---------------- | ------------------- |
| 1.ª etapa               | etapa de media montaña  | Andreas Kron    | Andreas Kron          | Andreas Kron   | Sylvain Moniquet | Andreas Kron | Sylvain Moniquet | Astana-Premier Tech |
| 2.ª etapa               | contrarreloj individual | Rohan Dennis    | João Almeida          | Andreas Kron   | Sylvain Moniquet | João Almeida | no otorgado      | Ineos Grenadiers    |
| 3.ª etapa               | etapa de montaña        | Adam Yates      | Adam Yates            | Adam Yates     | Adam Yates       | João Almeida | Francisco Galván | Ineos Grenadiers    |
| 4.ª etapa               | etapa de montaña        | Esteban Chaves  | Adam Yates            | Esteban Chaves | Esteban Chaves   | João Almeida | Lennard Kämna    | Ineos Grenadiers    |
| 5.ª etapa               | etapa de media montaña  | Lennard Kämna   | Adam Yates            | Esteban Chaves | Esteban Chaves   | João Almeida | Rémi Cavagna     | Ineos Grenadiers    |
| 6.ª etapa               | etapa escarpada         | Peter Sagan     | Adam Yates            | Esteban Chaves | Esteban Chaves   | João Almeida | Matej Mohorič    | Ineos Grenadiers    |
| 7.ª etapa               | etapa de media montaña  | Thomas de Gendt | Adam Yates            | Esteban Chaves | Esteban Chaves   | João Almeida | Thomas de Gendt  | Ineos Grenadiers    |
| Clasificaciones finales | Clasificaciones finales |                 | Adam Yates            | Esteban Chaves | Esteban Chaves   | João Almeida | Thomas de Gendt  | Ineos Grenadiers    |

## Ciclistas participantes y posiciones finales
Convenciones:
- AB-N: Abandono en la etapa "N"
- FLT-N: Retiro por arribo fuera del límite de tiempo en la etapa "N"
- NTS-N: No tomó la salida para la etapa "N"
- DES-N: Descalificado o expulsado en la etapa "N"

## UCI World Ranking
La Volta a Cataluña otorgó puntos para el UCI World Ranking para corredores de los equipos en las categorías UCI WorldTeam, UCI ProTeam y Continental. Las siguientes tablas son el baremo de puntuación y los 10 corredores que obtuvieron puntos:
| Posición              | 1.º | 2.º | 3.º | 4.º | 5.º | 6.º | 7.º | 8.º | 9.º | 10.º | 11.º | 12.º | 13.º | 14.º | 15.º | 16.º-20.º | 21.º-30.º | 31.º-50.º | 51.º-55.º | 56.º-60.º |
| Clasificación general | 400 | 320 | 260 | 220 | 180 | 140 | 120 | 100 | 80  | 68   | 56   | 48   | 40   | 32   | 28   | 24        | 16        | 8         | 4         | 2         |
| Por etapa             | 50  | 20  | 8   |     |     |     |     |     |     |      |      |      |      |      |      |           |           |           |           |           |
| Líder                 | 8   |     |     |     |     |     |     |     |     |      |      |      |      |      |      |           |           |           |           |           |

| Clasificación |                    |                        |         |       |       |       |
| Posición      | Ciclista           | Equipo                 | General | Etapa | Líder | Total |
| ------------- | ------------------ | ---------------------- | ------- | ----- | ----- | ----- |
| 1.º           | Adam Yates         | INEOS Grenadiers       | 400     | 50    | 32    | 482   |
| 2.º           | Richie Porte       | INEOS Grenadiers       | 320     | -     | -     | 320   |
| 3.º           | Geraint Thomas     | INEOS Grenadiers       | 260     | 8     | -     | 268   |
| 4.º           | Alejandro Valverde | Movistar               | 220     | 8     | -     | 228   |
| 5.º           | Esteban Chaves     | BikeExchange           | 140     | 70    | -     | 210   |
| 6.º           | Wilco Kelderman    | Bora-Hansgrohe         | 180     | -     | -     | 180   |
| 7.º           | João Almeida       | Deceuninck-Quick Step  | 120     | 8     | 8     | 136   |
| 8.º           | Hugh Carthy        | EF Education-NIPPO     | 100     | -     | -     | 100   |
| 9.º           | Simon Yates        | BikeExchange           | 80      | -     | -     | 80    |
| 10.º          | Michael Woods      | Israel Start-Up Nation | 56      | 20    | -     | 76    |